# ミュージック・フェスティバル・プログラム
ミュージック・フェスティバル・プログラム（Music Festival Program・通称MFP）は、東京ディズニーリゾートで行われているアマチュアの音楽団体向けの演奏プログラムである。現在は、ドリーマーズ・オン・ステージに名称を変更し、同等のプログラムを実施している。

## 概要
吹奏楽団、管弦楽団、ジャスバンド、コーラス、ダンス、カラーガード、ハンドベルなどさまざまなジャンルで活躍しているアマチュアの音楽団体のためのプログラムである。オーディションで選ばれた団体にパークのステージやパレードルートなどで楽しく演奏・演技をしてもらうことにより、楽しく演奏する喜びを知るとともに、パークを訪れる一般ゲストにも一緒に楽しんでもらうという趣旨をもっている。1955年にアメリカのディズニーランドがオープンする際、ウォルト・ディズニーによる発案で開始された。
出場するには一次書類選考・二次動画選考によるオーディション(審査)を通過する必要があり、演奏技術だけでなく、パフォーマンス力も求められる非常にハイレベルなものとなっている。各パークで1日1公演が上限だが、合格基準を満たさないと応募団体数が合格者団体数内でも出場できない仕組みとなっている。
ミュージック・フェスティバル・プログラム終了後はドリーマーズ・オン・ステージとして実施。応募者の中から抽選で出演者が決まる方式へと変わった。
2021年5月現在、同年9月公演まで応募受付を休止しており、応募再開時期は未定である。

## 歴史
- 1955年　アメリカ・ディズニーランドでプログラム開始。
- 1983年4月　東京ディズニーランドでプログラム開始。
- 2005年6月　東京ディズニーシーでプログラム開始。
- 2015年1月末　応募(審査)方法改定のため2015年4月実施分でTDRでの募集を一時停止。
- 2015年6月　TDRでの募集再開。審査方法が一次書類選考と二次動画選考に分かれる。
- 2017年2月　TDRでのプログラムの終了を発表。2017年5月までの公演をもって終了[4]。後続プログラムとして、ドリーマーズ・オン・ステージが発表される。

## 開催場所
ドリーマズ・オン・ステージの公演場所は以下の4か所である。なお、参加者が公演場所を選ぶことはできない。
東京ディズニーランド
- シアターオーリンズ
- パレードルート

東京ディズニーシー
- ディズニーシー・プラザ
- ドックサイドステージ

## 過去の開催場所

### 東京ディズニーランド
- シアターオーリンズ（主に吹奏楽、ダンス）
- ラッキーナゲットステージ（主に吹奏楽、ダンス）
- プラザパビリオン・バンドスタンド（主にジャズバンド、ハンドベル、コーラス）
- プラザテラス（主にマーチング、バトン、カラーガード、希に吹奏楽）
- キャッスルフォアコート（主にマーチング、バトン、カラーガード、希に吹奏楽）

キャッスルフォアコートステージが設営されている期間は実施されない。
スモールワールドステージが存在した期間は、コーラスやハンドベルが主に実施されていた。

### 東京ディズニーシー
- ピアッツァ･トポリーノ（主にダンス、マーチング）
- リドアイル（主に吹奏楽、ダンス）
- ウォーターフロントパーク（主にダンス、マーチング）

## 主なプログラム
このプログラムの一環として一般のバンドをパレードの前座として出演させることがある。
カウントダウン・プレ・パレードやカウントダウンパレードにも、一般バンドが出演していたことがあった。

### 東京ディズニーランド・マーチング・フェスティバル2006
2006年11月18日、11月19日、11月20日、11月23日の午前 (9:00～) と午後 (12:45～) に、全日本吹奏楽連盟の協力により全国の小・中・高校を中心としたマーチングバンド63団体によるマーチングフェスティバルが初めて開催された。
しかし全8回の予定だったが、そのうち4回が悪天候で中止となっており次に開催されるかどうか不透明である。
吹奏楽連盟が公開した出演バンドは次の通り。（TDR側は発表していない。）
| 11月18日 | 11月18日 |
| 1回目09:00スタート | 2回目12:50スタート |
| --- | --- |
| 1. 09:00長崎県大村市立西大村中学校吹奏楽部 2. 09:02秋田市立秋田商業高等学校吹奏楽団 3. 09:04島根県出雲市立第一中学校吹奏楽部 4. 09:06広島県広島市立五日市中学校吹奏楽部 5. 09:08東京都板橋区立桜川中学校吹奏楽部 6. 09:10富山県立富山商業高等学校吹奏楽部 7. 09:12専修大学北上高等学校吹奏楽部 8. 09:14千葉県野田市立南部中学校吹奏楽部 9. 09:16埼玉県春日部市立春日部中学校吹奏楽部チャレンジャーズ | 1. 12:50福島県浪江町立浪江東中学校吹奏楽部 2. 12:52愛知県東郷町立春木中学校吹奏楽部 3. 12:54愛知県蟹江町立蟹江中学校吹奏楽部 4. 12:56広島県鈴峯女子中・高等学校吹奏楽部 5. 12:58熊本県八代市立第一中学校吹奏楽部 6. 13:00愛知県立名古屋南高等学校吹奏楽部 7. 13:02愛知工業大学名電高等学校吹奏楽部 8. 13:04兵庫県三田市立藍中学校吹奏楽部 9. 13:06熊本県立熊本工業高等学校吹奏楽部 10. 13:08岐阜県立岐阜商業高等学校吹奏楽部 |
| 11月19日 | |
| 1回目09:00スタート | 2回目12:50スタート |
| 1. 09:00北海道千歳市立北栄小学校スクールバンド 2. 09:02広島県広島市立南観音小学校マーチングバンド 3. 09:04富山県南砺市立福野小学校管楽器クラブ 4. 09:06広島県広島市立大芝小学校吹奏楽部 5. 09:08京都府宇治市立槇島小学校マーチングバンド 6. 09:10北海道札幌市立平岸小学校マーチングバンド 7. 09:12鹿児島県鹿児島市立錦江台小学校金管バンド 8. 09:14茨城県笠間市立友部小学校マーチングバンド          | 1. 12:50鹿児島県鹿児島市立玉江小学校リトルチェリーズ玉江2006 2. 12:52福島県郡山市立喜久田小学校マーチング喜久田 3. 12:54茨城県水戸市立石川小学校マーチングバンド部 4. 12:56福島県いわき市立平第三小学校吹奏楽部 5. 12:58島根県大田市立大田小学校ファンファーレバンド 6. 13:00群馬県高崎市立豊岡小学校マーチングバンド 7. 13:02福島県須賀川市立第一小学校マーチングバンド部                                                   |
| 11月20日 | |
| 1回目09:00スタート | 2回目12:50スタート |
| 1. 09:00北海道遠軽町立南中学校吹奏楽部 2. 09:02長崎県雲仙市立小浜中学校吹奏楽部 3. 09:04富山県富山市立奥田中学校 4. 09:06兵庫県神戸市立有馬中学校吹奏楽部 5. 09:08富山県南砺市立福野中学校吹奏楽部 6. 09:10福井県福井県立敦賀高等学校吹奏楽部 7. 09:12北海道北見商業高等学校吹奏楽局 8. 09:14北海道釧路北陽高等学校吹奏楽局 9. 09:16神村学園高等部吹奏楽部 10. 09:18明浄学院高等学校吹奏楽部         | 1. 12:50兵庫県高砂市立松陽中学校吹奏楽部 2. 12:52山梨県都留市立都留第二中学校マーチングバンド 3. 12:54徳島県徳島市立加茂名中学校吹奏楽部 4. 12:56兵庫県加古川市高砂市組合立宝殿中学校吹奏楽部 5. 12:58滝川第二高等学校吹奏楽部 6. 13:00明誠学院高等学校吹奏楽部 7. 13:02埼玉県立伊奈学園総合高等学校吹奏楽部 8. 13:04浦和学院高等学校吹奏楽部 9. 13:06武庫川女子大学附属中学校・高等学校マーチングバンド部                   |
| 11月23日 | |
| 1回目09:00スタート | 2回目12:50スタート |
| 1. 09:00埼玉県さいたま市立大宮西小学校West Brass 2. 09:02茨城県常総市立水海道小学校 3. 09:04千葉県千葉市立貝塚中学校吹奏楽部 4. 09:06千葉県船橋市立法田中学校ブラスバンド部 5. 09:08長野県軽井沢町立軽井沢中学校マーチングバンド 6. 09:10千葉県野田市立第一中学校吹奏楽部 7. 09:12東京都立片倉高等学校吹奏楽部                                                                                       | 1. 12:50長野県松本市立清水小学校金管バンド部 2. 12:52東京都足立区立第十四中学校吹奏楽部 3. 12:54創価シャイニングスピリッツ |

### Ho'ｉke at Tokyo Disneyland
- 開催期間：2007年4月16日 - 27日、5月7日 - 31日
- 2006年に開催された「リロ＆スティッチのフリフリ大騒動」の期間中に70チームを招待して開催したイベントをミュージック・フェスティバル・プログラムの一環として一般に公募している物。
- 心も躍る、パークでフラ！参加ハラウ募集！Hoike at Tokyo Disneyland

公式サイトのQ&Aは、今まで非公開であったミュージック・フェスティバル・プログラムの採用基準などが明示されている。

### カレッジバンドプログラム
音楽を学ぶアマチュアバンドを対象としたもの。蒸気船マークトウェイン号の船上でデキシーランドジャズを演奏する。
1日4回公演が予定されているが、天候などにより中止になる場合もある。
公演日
2007年7月 21日、22日、28日、29日
2007年8月  4日、5日、11日、12日、13日、14日、15日、16日、17日、18日、19日、25日、26日